# Beilby Porteus
Beilby Porteus (citato talvolta anche come Porteous; York, 8 maggio 1731 – Londra, 13 maggio 1809) è stato un vescovo anglicano inglese, prima di Chester e poi di Londra, riformatore della chiesa d'Inghilterra e promotore dell'abolizionismo nel Regno Unito.
Fu il primo uomo di potere anglicano a sfidare seriamente la posizione della chiesa sulla schiavitù.

## Biografia
Nonostante la famiglia Porteus fosse originaria della Scozia, i suoi genitori erano dei piantatori della Virginia che erano ritornati in Inghilterra a causa delle difficoltà economiche verificatese in quella colonia nei primi anni del XVIII secolo e che nel 1720, a causa del cattivo stato di salute di suo padre Robert, si trasferirono a York, dove Porteus nacque nel 1731, ultimo di diciannove figli. Studiò a York alla Ripon Grammar School per poi passare al Christ's College dell'Università di Cambridge nel 1752. Nel 1759 si aggiudicò il Seatonian Prize per il suo poema Death: A Poetical Essay, un'opera per la quale è ancora oggi ricordato.
Venne ordinato sacerdote nel 1757, e nel 1762 divenne cappellano domestico di Thomas Secker, Arcivescovo di Canterbury, fungendo da suo assistente personale a Lambeth Palace per sei anni. Fu in questi anni che si pensa sia diventato più consapevole delle condizioni della schiavitù nelle colonie americane e in quelle delle Indie occidentali. Egli corrispondeva con il clero e i missionari, riceveva le relazioni, dal reverendo James Ramsay, sulle condizioni spaventose affrontate dagli schiavi nelle Indie Occidentali e da Granville Sharp, l'avvocato inglese che aveva sostenuto i casi di schiavi liberati in Inghilterra.
Nel 1769 Beilby Porteus fu nominato cappellano di re Giorgio III. Viene indicato come uno dei predicatori quaresimali della Cappella Reale a Whitehall nel 1771, 1773 e 1774. Fu anche Rettore a Lambeth (una carica divisa tra l'arcivescovo di Canterbury e la Corona) nel periodo 1767–77, e successivamente Master of St Cross, Winchester (1776–77).
Era preoccupato per le tendenze all'interno della Chiesa d'Inghilterra verso quello che considerava un annacquamento della verità della Scrittura ed emerse per la sua purezza dottrinale opponendosi al movimento anti-sottoscrizione, composto da teologi e studiosi che, secondo lui, avrebbe annacquato le cardinali dottrine e credenze cristiane ed erano anche a favore di concedere al clero la possibilità di sottoscrivere i Trentanove articoli. Allo stesso tempo, era pronto a suggerire un compromesso per una revisione di alcuni articoli. Anche se uomo della Chiesa d'Inghilterra, fu tuttavia felice di lavorare con i metodisti e dissidenti riconoscendo i loro importanti contributi all'evangelizzazione e all'istruzione.

## Vescovo di Chester
Nel 1776, Porteus venne nominato vescovo di Chester, prendendo possesso della sede nel 1777. Non perse tempo e si lanciò a risolvere i problemi di una diocesi che aveva una popolazione di gran lunga in crescita all'interno dei molti nuovi centri investiti dalla rivoluzione industriale, la maggior parte dei quali nel nord-ovest dell'Inghilterra, ma dove c'erano il minor numero di parrocchie. La povertà spaventosa e le privazioni tra i lavoratori immigrati nelle nuove industrie manifatturiere, rappresentavano una grande sfida per la Chiesa, con conseguente maggior pressione sulle risorse parrocchiali. Continuò a prendere in profondo interesse la situazione della schiavitù nelle Indie occidentali, la predicazione e le campagne contro la schiavitù e partecipò a numerosi dibattiti alla Camera dei Lord, diventando noto come abolizionista. Si interessò, in particolare, della Società per la Propagazione del Vangelo all'estero, in particolare per quanto riguardava il ruolo della Chiesa d'Inghilterra nella gestione della piantagione Codrington alle Barbados, dove circa 300 schiavi erano di proprietà della Società.
Noto come studioso e predicatore popolare, fu nel 1783 che il giovane vescovo venne prima all'attenzione nazionale predicando il suo più famoso e influente sermone.

## Sermone dell'anniversario
Porteus colse l'occasione dell'invito a predicare, nel 1783, al Discorso dell'anniversario della Società per la Propagazione del Vangelo all'estero per criticare il ruolo della Chiesa d'Inghilterra nell'ignorare la situazione dei 350 schiavi della piantagione Codrington alle Barbados e a raccomandare come migliorare la vita degli schiavi.
Fu un appassionato e ragionato appello alla The Civilisation, Improvement and Conversion of the Negroe Slaves in the British West-India Islands Recommended (Civilizzazione, miglioramento e riconversione degli schiavi negri nelle isole delle Indie occidentali) fatto in una predica tenuta presso la chiesa di St Mary-le-Bow davanti a quaranta membri della Società, compresi undici vescovi della Chiesa d'Inghilterra. Quando la sua predica cadde in gran parte in orecchie non disposte ad ascoltare, Porteus iniziò a lavorare al suo Piano per la conversione efficace degli chiavi della piantagione Codrington, che presentò al comitato di SPG nel 1784 e, quando venne rifiutato, ancora una volta nel 1789. Il suo sgomento per il rifiuto del piano da parte degli altri vescovi era palpabile. Il suo diario del giorno rivela la sua indignazione morale per la decisione, che vide come la compiacenza apparente dei vescovi e del comitato della società alla sua responsabilità del benessere dei propri schiavi.
Queste furono le prime sfide alla creazione di una campagna di ventisei anni per sradicare la schiavitù dalle colonie britanniche delle Indie Occidentali. Porteus diede un contributo enorme e alla fine si rivolse ad altri mezzi per raggiungere i suoi scopi, tra cui la scrittura, incoraggiare le iniziative politiche, e sostenere l'invio di lavoratori in missione alle Barbados e in Giamaica. Profondamente preoccupato per la sorte degli schiavi a causa delle relazioni che riceveva, Porteus divenne un abolizionista impegnato e appassionato, il chierico più anziano del suo tempo a prendere parte attiva alla campagna contro la schiavitù. Egli fu coinvolto con il gruppo di abolizionisti a Teston nel Kent, guidato da Sir Charles Middleton, e ben presto conobbe William Wilberforce, Thomas Clarkson, Henry Thornton, Zachary Macaulay e altri attivisti impegnati. Molti di essi erano membri della setta Clapham evangelici riformatori sociali e Porteus volentieri diede il suo sostegno alle loro campagne.
Poiché il disegno di legge di Wilberforce per l'abolizione della tratta degli schiavi, era stato presentato al parlamento britannico diverse volte in più di diciotto anni dal 1789, Porteus sostenne vigorosamente ed energicamente la campagna dall'interno della Chiesa d'Inghilterra e dal banco dei vescovi alla Camera dei Lord.

## Vescovo di Londra
Nel 1787 Porteus venne trasferito alla diocesi di Londra su consiglio del primo ministro William Pitt, posizione che mantenne fino alla morte nel 1809. Com'era d'uso, venne anche nominato Privy Council e Dean of the Chapel Royal. Nel 1788, sostenne Sir William Dolben nello Slave Trade Bill dai banchi dei vescovi, e nei successivi venticinque anni divenne il più acceso sostenitore dell'abolizione della schiavitù all'interno della Chiesa d'Inghilterra, sostenendo l'opera di uomini come Wilberforce, Granville Sharp, Henry Thornton e Zachary Macaulay fino all'approvazione dello Slave Trade Act nel 1807.
A seguito del suo appassionato coinvolgimento nel movimento anti-schiavitù e della sua amicizia con altri abolizionisti più importanti, fu particolarmente opportuno che, come Vescovo di Londra, assumesse la responsabilità ufficiale del benessere spirituale delle colonie britanniche all'estero. Fu responsabile delle missioni cristiane nelle Indie occidentali, nonché in India, e verso la fine della sua vita, finanziò personalmente l'invio delle scritture nella lingua di molti popoli lontani tra loro come Groenlandia e India.
Uomo dai forti principii morali, Porteus fu appassionatamente preoccupato per quella che vedeva come decadenza morale nella nazione durante il XVIII secolo, e condusse una campagna contro le tendenze che egli vedeva come concause, come ad esempio i pleasure gardens, i teatri e l'inosservanza del giorno del Signore. Chiese l'appoggio del suo amico Hannah More, ex drammaturgo, per scrivere contro la malvagità dell'immoralità ed i comportamenti licenziosi, che erano comuni a questi eventi. Egli si oppose vigorosamente alla diffusione dei principi della Rivoluzione francese e di quelle che considerava le dottrine empie e pericolose di Thomas Paine, l'Illuminismo. Nel 1793, su suggerimento di Porteus, Hannah pubblicò Village Politics, un breve opuscolo destinato a contrastare gli argomenti del Paine, il primo di una serie di saggi popolari progettati per opporsi a ciò che vedeva come l'immoralità prevalente dei tempi.

## Altre riforme

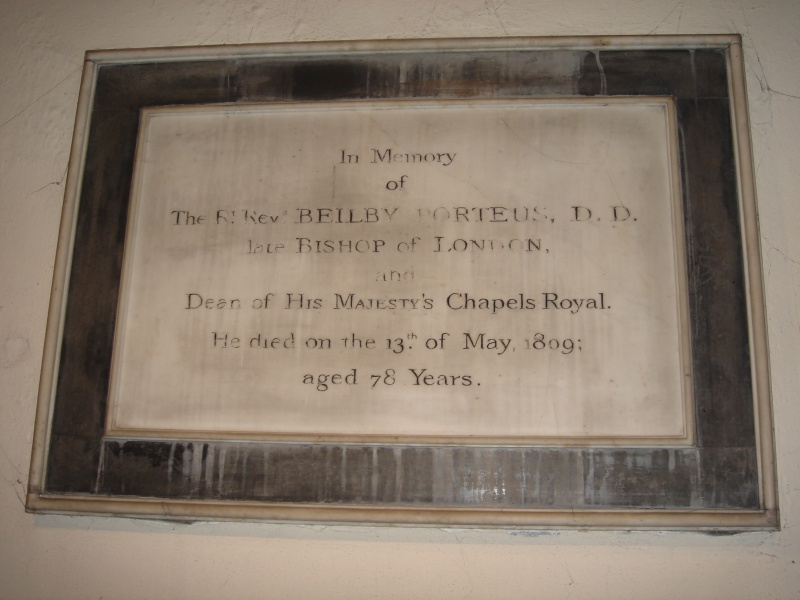
Targa ricordo, All Saints Church, Fulham, Londra

Durante i successivi vent'anni – un periodo di grande agitazione politica nazionale e internazionale, Porteus fu in grado di influenzare l'opinione dei circoli influenti della Corte, del governo, della City di Londra e delle più alte cariche della società georgiana. Fece questo, in parte, incoraggiando il dibattito su temi diversi come il commercio degli schiavi, l'emancipazione cattolica, la retribuzione e le condizioni del clero a basso reddito, gli eccessi percepiti di divertimento che si svolgevano la domenica e divenne un sostenitore di William Wilberforce, Hannah More e della setta Clapham evangelici riformatori sociali. Fu anche nominato uno dei membri del Consiglio per la Promozione dell'agricoltura e il miglioramento interno nel 1793. Fu attivo nella creazione delle Sunday School in ogni parrocchia, un patrono precoce della Church Missionary Society e uno dei membri fondatori del British and Foreign Bible Society, di cui divenne vice presidente.
Fu un ben noto e appassionato paladino della lettura personale della Bibbia e diede il suo nome ad un sistema di devozioni quotidiane utilizzando la Porteusian Bible, pubblicata dopo la sua morte, nella quale metteva in evidenza i passaggi più importanti e utili; fu responsabile per l'innovazione dell'uso del trattatello da parte delle organizzazioni della chiesa. Sempre uomo della Chiesa d'Inghilterra, Porteus fu, tuttavia, felice di lavorare con metodisti e dissidenti, riconoscendo i loro importanti contributi all'evangelizzazione e all'istruzione.
Nel 1788, Giorgio III era nuovamente caduto in uno dei suoi periodi di alienazione mentale (ora diagnosticati come Porfiria) di rilevanza nazionale. L'anno successivo, si tenne un servizio religioso di ringraziamento per il suo recupero alla Cattedrale di San Paolo, in cui lo Porteus tenne una predica.
La guerra contro Napoleone iniziò nel 1794 e si trascinò per altri vent'anni. Come vescovo di Londra, egli vide non solo i servizi di ringraziamento per la vittoria britannica nelle battaglie di Capo San Vincenzo, Nilo e Copenaghen, ma la grande effusione del dolore nazionale per la morte di Orazio Nelson nel 1805, e il suo funerale di stato nella Cattedrale di San Paolo nel 1806. Come vescovo di Londra, Porteus potrebbe aver officiato alcuni di questi servizi, anche se è improbabile che lo abbia fatto al funerale di Nelson, a causa della reputazione di adultero dell'ammiraglio.
Dopo un graduale declino della sua salute negli ultimi tre anni, il vescovo Porteus morì a Fulham Palace nel 1809 e, come da suo testamento, venne inumato a St Mary’s church, Sundridge nel Kent – a due passi dal suo rifugio di campagna nel villaggio - un luogo in cui aveva amato andare in vacanza ogni autunno.

## Eredità

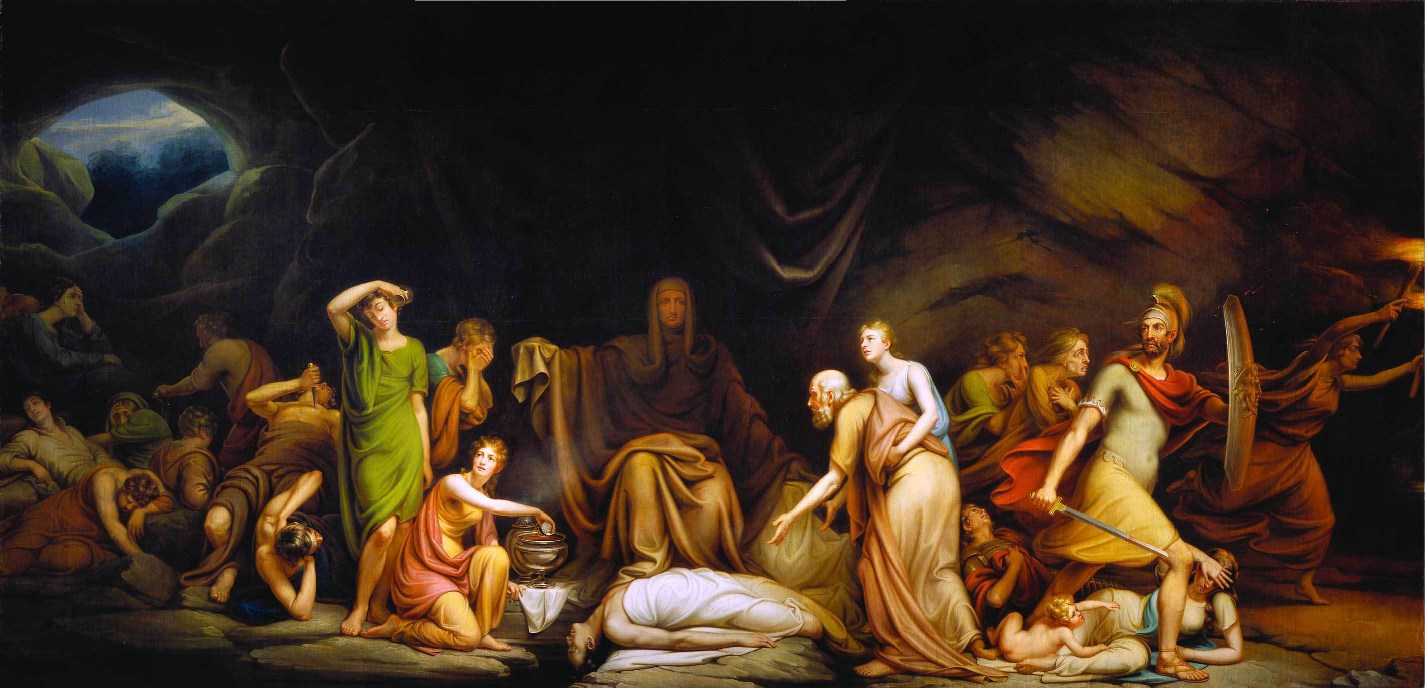
Rembrandt Peale, dipinto The Court of Death basato sul poema, Death: A Poetical Essay di Beilby Porteus. I personaggi del dipinto, in grandezza naturale, sono: la morte attorniata dalla personificazione di disperazione, febbre, consunzione, ipocondria, gotta, idropsia, suicidio, delirium tremens, intemperanza, rimorso, piacere, pestilenza, carestia, guerra, e conflagrazione. A destra, un guerriero, un infante orfano, e una vedova mostrano ciò alla gente afflitta. Sullo sfondo, la senilità è sostenuta dalla fede.

Beilby Porteus è stato uno dei più significativi, anche se sottovalutato, uomini della chiesa del XVIII secolo. I suoi sermoni continuano ad essere letti da molti, e la sua eredità come abolizionista è tale che il suo nome era quasi ben noto, agli inizi del XIX secolo, come quelli di Wilberforce e Thomas Clarkson - ma un centinaio di anni più tardi è diventato uno degli "abolizionisti dimenticati", e oggi il suo ruolo è in gran parte ignorato e il suo nome è stato consegnato alle note della storia. La sua principale fonte di fama, nel XXI secolo, è il suo poema sulla morte e, forse ingiustamente, come il presunto prototipo del Mr Collins di Orgoglio e pregiudizio della scrittrice Jane Austen.
Ma, per ironia della sorte, il contributo più duraturo dato da Porteus è poco conosciuto, la legge blu (osservanza della domenica) del 1781 (una risposta a quello che vedeva come il decadimento morale dell'Inghilterra), legge con la quale la gente ha ottenuto di trascorrere il suo fine settimana per i seguenti duecento anni, fino all'approvazione del Sunday Trading Act 1994.
La sua eredità vive, però, nel fatto che la sua campagna, ha contribuito a mettere in moto e portato alla trasformazione della Chiesa d'Inghilterra in un movimento internazionale con la missione della giustizia sociale, nominando vescovi e arcivescovi africani, indiani e afro-caraibici e altri da molti gruppi etnici diversi.